# Anastasios II
Artemios Anastasios (Hy Lạp: Ἀρτέμιος Ἀναστάσιος Β΄) còn gọi là Anastasios II (mất năm 719), là Hoàng đế Đông La Mã từ năm 713 đến 715.
Anastasios ban đầu được đặt tên là Artemios (Ἀρτέμιος) và từng là một viên chức và thư ký trong triều cho các vị hoàng đế tiền nhiệm. Sau khi quân đội Opsikian ở Thracia đã lật đổ Hoàng đế Philippikos, họ tôn phò Artemios lên làm Hoàng đế. Ông đã chọn cái tên Anastasios làm cái tên kỷ niệm cho triều đại mình. Chẳng bao lâu sau khi lên ngôi, Anastasios II đã áp đặt kỷ luật quân đội và xử tử những quan viên trực tiếp tham gia vào âm mưu chống lại Philippikos.
Anastasios tôn trọng các quyết định của Công đồng đại kết thứ sáu và phế truất Thượng phụ John VI thành Constantinopolis phái Monothelete, thay thế bằng viên Thượng phụ Germanos của Chính Thống giáo vào năm 715. Việc này cũng đặt dấu chấm hết cho sự ly giáo địa phương trong thời gian ngắn với Giáo hội Công giáo.
Người Ả Rập xâm lược đã đe dọa đế chế cả trên bộ và trên biển (họ thâm nhập đến tận Galatia vào năm 714), và Anastasios cố gắng khôi phục hòa bình bằng phương tiện ngoại giao. Sứ bộ của ông đã thất bại tại Damascus, hoàng đế còn cho tiến hành việc khôi phục các bức tường thành của Constantinopolis và xây dựng một hạm đội mới. Tuy nhiên, cái chết của Caliph al-Walid I vào năm 715 đã tạo cơ hội để Anastasios giành lại ưu thế so với kẻ thù. Ông cho hạm đội mình tập trung ở Rhodes với lệnh không chỉ ngăn quân địch lại gần mà còn phá hủy các kho hàng bến bãi của họ, đồng thời phái một đội quân dưới sự chỉ huy của Leon xứ Isauria, về sau là hoàng đế, xâm lược Syria.
Binh sĩ của Opsician thema, phẫn uất các biện pháp nghiêm ngặt của Hoàng đế, đã nổi loạn giết chết viên đô đốc John và tôn Theodosios, một viên quan thu thuế xuất thân thấp kém lên làm hoàng đế. Sau một cuộc vây hãm kéo dài sáu tháng, Constantinopolis rơi vào tay của Theodosios trong khi Anastasios chạy trốn đến Nicaea, ít lâu sau ông buộc phải quy phục vị hoàng đế mới vào năm 716 và rút về một tu viện ở Thessaloniki.
Năm 719, Anastasios đầu một cuộc nổi dậy chống lại Leon III lúc này đã kế vị Theodosios, nhận được sự hỗ trợ đáng kể, bao gồm cả một đạo quân trợ chiến được Tervel của Bulgaria cung cấp một cách gián tiếp. Tuy nhiên nhà biên niên sử Theophanes the Confessor cung cấp thông tin này ở nơi khác nên đã lẫn lộn Tervel với người kế vị cuối cùng của ông Kormesiy, vì vậy có lẽ Anastasios đã liên minh với vị vua trẻ này. Dù gì đi nữa thì quân nổi dậy đã tiến về Constantinopolis. Việc trợ giúp gặp thất bại khiến cho Anastasios rơi vào tay của Leon và bị xử tử theo lệnh của ông.